# Miskolc-Gömöri vasútállomás
A Gömöri pályaudvar, melyet a MÁV üzemeltet, Miskolc kisebbik pályaudvara (3526 Miskolc, Állomás utca 2.). A város másik pályaudvara, a Tiszai pályaudvar nagyobb jelentőséggel bír.

## Története
A pályaudvart 1898–1899-ben építették, és Gömör vármegyéről nevezték el. Az errefelé haladó vasútvonalak fontosságát az adta, hogy összekötötték a várost a történeti Gömör vármegyével és annak szénbányáival. A Miskolcot Bánrévével és Fülekkel összekötő vonalakat az 1870-es években építették.
Az épületet olasz neoreneszánsz stílusban tervezte Pfaff Ferenc, aki a város másik pályaudvarát, a Tiszai pályaudvart, valamint a pozsonyi, a szegedi (1902) és a kaposvári pályaudvarok terveit is készítette. A pályaudvar a századforduló Miskolcának egyik legtetszetősebb épülete lett, és ma is Magyarország egyik legszebb pályaudvari épülete. 1989-ben az épületet műemlékké nyilvánították, ennek ellenére nagyon rossz állapotban van.
Tervezik[mikor?] a pályaudvar felújítását és fejlesztését, amivel egy intermodális csomópont jönne létre Miskolcon.

## Az épület
Falait sárgás klinkertégla borítja. Az oszlopfőket, oromdíszeket, ablak- és ajtókereteléseket gyöngyösi violett homokkőből faragták, a homlokzatot díszítő domborműveket terrakottából készítették.
A pályaudvar teljes egészében földszintes, szerkezetileg három részből, a középső magasabb és az oldalsó kisebb pavilonokból, és az ezeket összekötő épületrészekből áll. Az oldalsó pavilonokhoz még kapcsolódik egy kisebb, sátortetős épületrész is. A pavilonok mindegyikét párkányos, kovácsoltvas díszítésekkel ellátott, palafedésű sátortető fedi. A középső kovácsoltvas tetődíszítő rácsa négyzet, a két oldalsóé pedig téglalap alakúak. Ez szemből nem vehető észre. Mindegyik pavilon rizalitszerűen előrelép; a főhomlokzaton erőteljesen, a peronok felől viszont csak enyhén. A középpavilon oldalain eredetileg három ajtó volt, azonban a két oldalsó alját a kevesebb utasszám miatt befalazták, melyek ma ablakként funkcionálnak. E három nyílás felett három egyedi kör alakú ökörszemablak található, égetett terrakottadíszű kereteléssel. Ezek mellett a jobb és a bal oldalon is ugyancsak terrakottából égetett díszes reneszánsz dombormű jelenik meg. A domborművön oroszlánfej tart szalagokkal olasz reneszánsz formájú címert, melyet alul babérlevelek szegélyeznek. A címer kör alakú kidomborodó középrészén a vasút régi jelképe, a szárnyas kerék szór villámokat. A főpárkány felett a pavilonon dór lizénákkal tagolt, szélein bábos attikafal húzódik, amit csak a nyugati és keleti oldalon tör meg egy-egy baluszteres mellvédű tetőablak. A szélső pavilonokon egy-egy ajtó és két-két ablak van. Az oromfalakat itt is ugyanolyan kiképzésű, díszes keretelésű tetőablakok emelik ki. Az összekötő részeken hét-hét félköríves nyílás van, melyekből a peronok felé kettő ajtónyílás (2 ablak – 1 ajtó – 1 ablak – 1 ajtó – 2 ablak). Az utcai homlokzaton a főpavilon melletti két-két ablak elé a 20. század végén toldalékot építettek az épületnek megfelelő téglahomlokzattal, melyek rontják az összképet és az épület műemléki voltát. A pályaudvar előtt, annak teljes hosszában peron húzódik, amelynek teteje remekművű öntöttvas oszlopokon nyugszik.

## Megközelítés tömegközlekedéssel
A pályaudvar közúti elérését a 3-as főútból kiágazó 26 321-es út teszi lehetővé. Egykor itt is megállt a villamos, ma a vasútállomást autóbuszjárat kapcsolja össze Miskolc tömegközlekedési hálózatával; a 32-es busz végállomása található itt, illetve a Besenyői utca felől a 8-as járatoknak van megállója.
Miskolc egyik legnagyobb közlekedési csomópontjává kívánják alakítani a jövőben, a Búza teret felszabadítva ez alól.

## Forgalom
| Járat              | Útvonal | Gyakoriság               |
| ------------------ | --- | ------------------------ |
| személyvonat       | Miskolc-Tiszai – Miskolc-Gömöri – Sajóecseg – Sajószentpéter – Kazincbarcika alsó – Kazincbarcika – Sajókaza – Vadna – Dubicsány – Putnok – Pogonyipuszta – Bánréve – Bánrévei Vízmű – Ózd alsó – Ózd                                                                              | Napi 2 pár               |
| személyvonat       | Miskolc-Tiszai – Miskolc-Gömöri – Sajókeresztúr – Sajóecseg – Sajószentpéter – Kazincbarcika alsó – Kazincbarcika – Putnok – Bánréve – Ózd alsó – Ózd | 1-2 óránként             |
| személyvonat       | Miskolc-Tiszai – Miskolc-Gömöri – Szirmabesenyő – Sajókeresztúr – Sajóecseg – Alsóboldva – Boldva – Borsodszirák – Edelény alsó – Edelény – Szendrőlád (– Büdöskútpuszta) – Szendrő – Szendrő felső – Szalonna – Perkupa – Jósvafő-Aggtelek – Bódvaszilas – Komjáti – Tornanádaska | 2 óránként               |
| Sajó expresszvonat | Kazincbarcika → Sajószentpéter → Sajóecseg → Miskolc-Gömöri → Budapest-Keleti | Vasárnap 1 Budapest felé |